# Band (Mureș)
Band é uma comuna romena localizada no distrito de Mureș, na região histórica da Transilvânia. A comuna possui uma área de 99.51 km² e sua população era de 6532 habitantes segundo o censo de 2007.